# Câu lạc bộ bóng đá Long An
Câu lạc bộ bóng đá Long An là một câu lạc bộ bóng đá chuyên nghiệp tại Việt Nam có trụ sở ở tỉnh Tây Ninh, là 1 câu lạc bộ giàu truyền thống ở Việt Nam, hiện đang thi đấu tại giải hạng nhất quốc gia.

## Lịch sử
Tiền thân của đội là Đội bóng đá Long An, thành lập năm 1976. Là một đội bóng nghiệp dư đại diện cho tỉnh Long An, do Sở Thể dục Thể thao Long An quản lý, kể từ khi thành lập cho đến năm 2000, đội thường xuyên chỉ thi đấu lên xuống giữa giải hạng Nhất và hạng Nhì (sau đổi thành giải đội mạnh và A1), chứ không thể vươn lên tốp đầu của bóng đá quốc gia.
Năm 2001, đội được chuyển sang mô hình chuyên nghiệp, được chuyển giao cho Công ty Cổ phần Đồng Tâm quản lý (từ năm 2002, do Công ty TNHH Thể thao Đồng Tâm quản lý), sáp nhập vào đội bóng của Công ty, thi đấu với tên gọi mới là Câu lạc bộ bóng đá Gạch Đồng Tâm Long An. Được ông Võ Quốc Thắng, Chủ tịch Công ty Cổ phần Đồng Tâm, quan tâm đầu tư xây dựng, đội đã có nhiều bước phát triển vượt bậc và trở thành một trong "Tứ đại gia" ở giải V-League cùng với Becamex Bình Dương, SHB Đà Nẵng và đối thủ truyền kiếp Hoàng Anh Gia Lai.
Trong giai đoạn thành công của đội bóng ở giữa thập niên đầu tiên của thế kỷ 21, những trận thư hùng giữa Đồng Tâm Long An và Hoàng Anh Gia Lai diễn ra rất hấp dẫn và kịch tính, thu hút sự chú ý của người hâm mộ. Đội bóng miền Tây đã vô địch V-League 2 mùa giải liên tiếp trong các năm 2005 và 2006, cũng như vô địch Cúp Quốc gia năm 2005 và đoạt Siêu Cúp Quốc gia năm 2006. Trên đấu trường châu lục, Đồng Tâm Long An thi đấu rất nhiệt tình và hết mình ở AFC Champions League 2006 dù không thể vượt qua vòng bảng, trái ngược với tâm lý buông bỏ như SHB Đà Nẵng đã làm ở cùng giải đấu khi đã từng để thua Gamba Osaka đến 0-15.
Câu lạc bộ cũng xây dựng một đội hình dự bị có tên là Ngói Đồng Tâm Long An để thi đấu ở giải hạng Nhì. Cuối năm 2005, Câu lạc bộ tiếp nhận đội bóng của Câu lạc bộ bóng đá Ngân hàng Đông Á để xây dựng thành đội hình 2 với tên gọi Sơn Đồng Tâm Long An để thi đấu ở Giải bóng đá hạng nhất quốc gia Việt Nam 2006. Tuy nhiên, kết thúc mùa bóng 2006, đội bóng Sơn Đồng Tâm Long An được chuyển nhượng sang cho Công ty Trách nhiệm hữu hạn Thể thao Hoàng Phát để làm nòng cốt thành lập Câu lạc bộ bóng đá Xi măng Vinakansai Ninh Bình.
Từ mùa bóng 2007, câu lạc bộ đổi tên thành Câu lạc bộ bóng đá Đồng Tâm Long An (bỏ chữ Gạch).
Tại mùa giải 2011, đội thi đấu không thành công, đứng thứ 13/14 đội, phải xuống thi đấu ở Giải bóng đá hạng nhất quốc gia Việt Nam 2012. Mùa giải 2012 Đồng Tâm Long An giành được quyền thăng hạng với chức vô địch giải hạng nhất.
Ngày 12 tháng 12 năm 2015 với việc ra mắt Công ty cổ phần phát triển bóng đá Long An, đơn vị chủ quản mới của đội bóng, đội được đổi tên thành Câu lạc bộ bóng đá Long An từ mùa giải 2016.
Ngày 4 tháng 11 năm 2017 Long An xuống hạng Nhất mùa bóng 2018 sớm hơn 2 vòng đấu.
Trong mùa giải hạng Nhất 2018, đội bóng thi đấu rất kịch tính nhưng chỉ kết thúc với vị trí hạng 5 sau khi thua đội bóng đầu bảng là Viettel với tỉ số 1-2.
Mùa giải 2024/25 đội đã từng xin không tham dự giải nhưng sau đó nhờ sự hỗ trợ của U21 Hoàng Anh Gia Lai và ngân hàng LP Bank, và 1 số doanh nghiệp trong và tỉnh thì đội cũng tiếp tục tham dự giải. Đơn vị chủ quản hiện tại là Công ty cổ phần phát triển thể thao Long An.

## Trang phục áo đấu
| Giai đoạn | Hãng áo đấu | Nhà tài trợ in lên áo | Nhà tài trợ in lên áo |
| Giai đoạn | Hãng áo đấu | 1                     | 2                     |
| --------- | ----------- | --------------------- | --------------------- |
| 2005-2006 | Không có    | Gạch Đồng Tâm Long An | không có              |
| 2007-2008 | Không có    | VASS                  | không có              |
| 2009-2010 | Không có    | DIG                   | không có              |
| 2011      | Không có    | Sơn Đồng Tâm          | không có              |
| 2012-2015 | Không có    | Đồng Tâm Group        | không có              |
| 2016-2017 | Kappa       | Cảng Long An          | không có              |
| 2018      | Kappa       | Cảng Long An          | Đồng Tâm Group        |
| 2019-2024 | Không có    | Cảng Long An          | Đồng Tâm Group        |
| 2024-nay  | Kamito      | LPBank                | không có              |

## Danh hiệu
| Giải Vô địch Quốc gia   | 2 | 2005, 2006 |
| Giải hạng Nhất Quốc gia | 2 | 2002, 2012 |
| Cúp Quốc gia            | 1 | 2005       |
| Siêu cúp Quốc gia       | 1 | 2006       |

### Các giải giao hữu
Cúp BTV:
- Vô địch (2): 2004, 2010

## Danh sách cầu thủ
Tính đến ngày 14/10/2024.
Ghi chú: Quốc kỳ chỉ đội tuyển quốc gia được xác định rõ trong điều lệ tư cách FIFA. Các cầu thủ có thể giữ hơn một quốc tịch ngoài FIFA.
| Số | VT | Quốc gia | Cầu thủ                  |
| -- | -- | -------- | ------------------------ |
| 1  | TM | Việt Nam | Huỳnh Trần Bảo Duy       |
| 3  | TV | Việt Nam | Nguyễn Hoàng Thắng       |
| 4  | HV | Việt Nam | Âu Dương Quân            |
| 5  | HV | Việt Nam | Đinh Thành Đạt           |
| 6  | TV | Việt Nam | Võ Hoàng Uy (đội trưởng) |
| 7  | TĐ | Việt Nam | Nguyễn Minh Tâm          |
| 8  | HV | Việt Nam | Đặng Khánh Duy           |
| 9  | TV | Việt Nam | Nguyễn Nhĩ Khang         |
| 10 | TĐ | Việt Nam | Cao Hoàng Tú             |
| 11 | TV | Việt Nam | Hoàng Minh Tiến          |
| 12 | TV | Việt Nam | Môi Sê                   |
| 15 | HV | Việt Nam | Lê Đình Nguyên Giáp      |
| 16 | TV | Việt Nam | Lê Huy Kiệt              |
| 17 | TV | Việt Nam | Ngô Hoàng Anh            |
| 19 | TV | Việt Nam | Phạm Ngô Minh Quang      |

| Số | VT | Quốc gia | Cầu thủ           |
| -- | -- | -------- | ----------------- |
| 20 | TV | Việt Nam | Đinh Quang Kiệt   |
| 21 | HV | Việt Nam | Nguyễn Đăng Thọ   |
| 22 | TV | Việt Nam | Nguyễn Hùng Khang |
| 23 | TM | Việt Nam | Đinh Phước Sang   |
| 26 | TV | Việt Nam | Trương Vĩnh Phát  |
| 27 | TV | Việt Nam | Trần Văn Anh Vũ   |
| 29 | HV | Việt Nam | Phạm Thế Nam      |
| 30 | TĐ | Việt Nam | Trần Hữu Đăng     |
| 38 | HV | Việt Nam | Võ Phước Bảo      |
| 47 | TM | Việt Nam | Nguyễn Hữu Long   |
| 59 | HV | Việt Nam | Nguyễn Thành Tài  |
| 62 | TV | Việt Nam | Nguyễn Công Tuyển |
| 79 | TĐ | Việt Nam | Nguyễn Như Ý      |

## Ban huấn luyện hiện tại
Tính đến ngày 21/10/2024.
| Chức vụ                   | Tên                   |  |
| ------------------------- | --------------------- |  |
| Trưởng đoàn               | Đặng Đình Hoàng       |  |
| Huấn luyện viên trưởng    | Trịnh Duy Quang       |  |
| Trợ lý Huấn luyện viên    | Phan Văn Giàu         |  |
| Trợ lý Huấn luyện viên    | Lương Trung Tuấn      |  |
| Huấn luyện viên thủ môn   | Nguyễn Hoàng Duy      |  |
| Nhân viên vật lý trị liêu | Nguyễn Thanh Triệu Vũ |  |
| Nhân viên phục vụ         | Nguyễn Tấn Mạnh       |  |

## Thành viên nổi bật

### Quả bóng vàng Việt Nam
Cầu thủ đoạt giải Quả bóng vàng Việt Nam khi đang chơi cho Đồng Tâm Long An:
- Phan Văn Tài Em – 2005
- Nguyễn Minh Phương – 2010

### Cầu thủ nước ngoài xuất sắc nhất
Cầu thủ đoạt giải Cầu thủ nước ngoài xuất sắc nhất khi đang chơi cho Đồng Tâm Long An:
- Fabio dos Santos – 2002

### Vua phá lưới
Cầu thủ đoạt giải Vua phá lưới khi đang chơi cho Long An:
- Bùi Sĩ Thành – 1993-94

## Các huấn luyện viên trong lịch sử
| Các huấn luyện viên trưởng của Đồng Tâm Long An \| - 2001-2006: Huỳnh Ngọc San - 2006-2008: Henrique Calisto - 2008-2008: Elnaldo De Melo Patricio - 2008-2008: Stefen Hansson - 2008-2009: Trần Công Minh - 2009-2010: José Luis - 2010-2010: Trần Công Minh - 2010-2010: Ricardo Formosinho - 2010-2011: Marcelo Zuleta \| - 2011-2011: Marco Barbosa - 2011-2011: Simon McMenemy - 2011-2012: Buketa Ranko - 2012-2012: Trần Công Minh - 2012-2013: Francisco Vital - 2013-2013: Marcelo Zuleta - 2013-2017: Ngô Quang Sang - 2017-2018: Nguyễn Minh Phương - 2018-2019: Phan Văn Giàu - 2019-2022: Ngô Quang Sang - 2023: Nguyễn Anh Đức - 2023 - 2024: Ngô Quang Sang - 2024: Trịnh Duy Quang \| | |
| - 2001-2006: Huỳnh Ngọc San - 2006-2008: Henrique Calisto - 2008-2008: Elnaldo De Melo Patricio - 2008-2008: Stefen Hansson - 2008-2009: Trần Công Minh - 2009-2010: José Luis - 2010-2010: Trần Công Minh - 2010-2010: Ricardo Formosinho - 2010-2011: Marcelo Zuleta | - 2011-2011: Marco Barbosa - 2011-2011: Simon McMenemy - 2011-2012: Buketa Ranko - 2012-2012: Trần Công Minh - 2012-2013: Francisco Vital - 2013-2013: Marcelo Zuleta - 2013-2017: Ngô Quang Sang - 2017-2018: Nguyễn Minh Phương - 2018-2019: Phan Văn Giàu - 2019-2022: Ngô Quang Sang - 2023: Nguyễn Anh Đức - 2023 - 2024: Ngô Quang Sang - 2024: Trịnh Duy Quang |

## Thành tích tạiV-League
| Chú giải màu sắc | Chú giải màu sắc |
| ---------------- | ---------------- |
| Vô địch          |                  |
| Á quân           |                  |
| Hạng ba          |                  |
| Hạng tư          |                  |
| Thăng hạng       |                  |
| Tranh trụ hạng   | Thắng play-off   |
| Tranh trụ hạng   | Thua play-off    |
| Xuống hạng       |                  |

| Thành tích của Long An từ khi V.League được thành lập | Thành tích của Long An từ khi V.League được thành lập | Thành tích của Long An từ khi V.League được thành lập | Thành tích của Long An từ khi V.League được thành lập | Thành tích của Long An từ khi V.League được thành lập | Thành tích của Long An từ khi V.League được thành lập | Thành tích của Long An từ khi V.League được thành lập | Thành tích của Long An từ khi V.League được thành lập | Thành tích của Long An từ khi V.League được thành lập | Thành tích của Long An từ khi V.League được thành lập | Thành tích của Long An từ khi V.League được thành lập |
| Năm                                                   | Hạng đấu                                              | Hạng đấu                                              | Thành tích                                            | St                                                    | T                                                     | H                                                     | B                                                     | Bt                                                    | Bb                                                    | Điểm                                                  |
| Năm                                                   | I                                                     | II                                                    | Thành tích                                            | St                                                    | T                                                     | H                                                     | B                                                     | Bt                                                    | Bb                                                    | Điểm                                                  |
| ----------------------------------------------------- | ----------------------------------------------------- | ----------------------------------------------------- | ----------------------------------------------------- | ----------------------------------------------------- | ----------------------------------------------------- | ----------------------------------------------------- | ----------------------------------------------------- | ----------------------------------------------------- | ----------------------------------------------------- | ----------------------------------------------------- |
| 2000–01                                               |                                                       |                                                       | Thứ 7                                                 | 22                                                    | 7                                                     | 6                                                     | 9                                                     | 31                                                    | 31                                                    | 27                                                    |
| 2001–02                                               |                                                       |                                                       | Vô địch                                               | 22                                                    | 14                                                    | 6                                                     | 2                                                     | 33                                                    | 7                                                     | 48                                                    |
| 2003                                                  |                                                       |                                                       | Thứ 2                                                 | 22                                                    | 11                                                    | 7                                                     | 4                                                     | 34                                                    | 17                                                    | 40                                                    |
| 2004                                                  |                                                       |                                                       | Thứ 3                                                 | 22                                                    | 12                                                    | 2                                                     | 8                                                     | 41                                                    | 33                                                    | 38                                                    |
| 2005                                                  |                                                       |                                                       | Vô địch                                               | 22                                                    | 12                                                    | 6                                                     | 4                                                     | 43                                                    | 25                                                    | 42                                                    |
| 2006                                                  |                                                       |                                                       | Vô địch                                               | 24                                                    | 12                                                    | 4                                                     | 8                                                     | 38                                                    | 32                                                    | 40                                                    |
| 2007                                                  |                                                       |                                                       | Thứ 2                                                 | 26                                                    | 12                                                    | 8                                                     | 6                                                     | 46                                                    | 31                                                    | 44                                                    |
| 2008                                                  |                                                       |                                                       | Thứ 2                                                 | 26                                                    | 13                                                    | 6                                                     | 7                                                     | 51                                                    | 37                                                    | 45                                                    |
| 2009                                                  |                                                       |                                                       | Thứ 10                                                | 26                                                    | 7                                                     | 13                                                    | 6                                                     | 43                                                    | 37                                                    | 34                                                    |
| 2010                                                  |                                                       |                                                       | Thứ 5                                                 | 26                                                    | 13                                                    | 4                                                     | 9                                                     | 43                                                    | 31                                                    | 43                                                    |
| 2011                                                  |                                                       |                                                       | Thứ 13                                                | 26                                                    | 8                                                     | 6                                                     | 12                                                    | 31                                                    | 44                                                    | 30                                                    |
| 2012                                                  |                                                       |                                                       | Vô địch                                               | 26                                                    | 15                                                    | 4                                                     | 7                                                     | 36                                                    | 26                                                    | 49                                                    |
| 2013                                                  |                                                       |                                                       | Thứ 9                                                 | 20                                                    | 7                                                     | 1                                                     | 12                                                    | 31                                                    | 53                                                    | 22                                                    |
| 2014                                                  |                                                       |                                                       | Thứ 11                                                | 22                                                    | 5                                                     | 6                                                     | 11                                                    | 29                                                    | 45                                                    | 21                                                    |
| 2015                                                  |                                                       |                                                       | Thứ 10                                                | 26                                                    | 8                                                     | 9                                                     | 9                                                     | 39                                                    | 42                                                    | 33                                                    |
| 2016                                                  |                                                       |                                                       | Thứ 13                                                | 26                                                    | 5                                                     | 4                                                     | 17                                                    | 34                                                    | 62                                                    | 19                                                    |
| 2017                                                  |                                                       |                                                       | Thứ 14                                                | 26                                                    | 2                                                     | 4                                                     | 20                                                    | 30                                                    | 66                                                    | 10                                                    |
| 2018                                                  |                                                       |                                                       | Thứ 5                                                 | 18                                                    | 5                                                     | 9                                                     | 4                                                     | 24                                                    | 27                                                    | 24                                                    |
| 2019                                                  |                                                       |                                                       | Thứ 5                                                 | 22                                                    | 9                                                     | 5                                                     | 8                                                     | 30                                                    | 31                                                    | 32                                                    |
| 2020                                                  |                                                       |                                                       | Thứ 11                                                | 16                                                    | 4                                                     | 4                                                     | 8                                                     | 12                                                    | 20                                                    | 16                                                    |
| 2021                                                  |                                                       |                                                       | Mùa giải bị hủy vì COVID-19                           | Mùa giải bị hủy vì COVID-19                           | Mùa giải bị hủy vì COVID-19                           | Mùa giải bị hủy vì COVID-19                           | Mùa giải bị hủy vì COVID-19                           | Mùa giải bị hủy vì COVID-19                           | Mùa giải bị hủy vì COVID-19                           | Mùa giải bị hủy vì COVID-19                           |
| 2022                                                  |                                                       |                                                       | Thứ 6                                                 | 22                                                    | 8                                                     | 8                                                     | 6                                                     | 36                                                    | 28                                                    | 32                                                    |
| 2023                                                  |                                                       |                                                       | Thứ 3                                                 | 18                                                    | 8                                                     | 7                                                     | 3                                                     | 32                                                    | 24                                                    | 31                                                    |
| 2023–24                                               |                                                       |                                                       | Thứ 6                                                 | 20                                                    | 7                                                     | 6                                                     | 7                                                     | 35                                                    | 34                                                    | 27                                                    |
| 2024–25                                               |                                                       |                                                       | Thứ 8                                                 | 20                                                    | 3                                                     | 9                                                     | 8                                                     | 9                                                     | 21                                                    | 18                                                    |

## Thành tích tại các Cúp châu Á
| Thành tích của Đồng Tâm Long An tại các giải cấp châu lục | Thành tích của Đồng Tâm Long An tại các giải cấp châu lục | Thành tích của Đồng Tâm Long An tại các giải cấp châu lục | Thành tích của Đồng Tâm Long An tại các giải cấp châu lục | Thành tích của Đồng Tâm Long An tại các giải cấp châu lục | Thành tích của Đồng Tâm Long An tại các giải cấp châu lục | Thành tích của Đồng Tâm Long An tại các giải cấp châu lục | Thành tích của Đồng Tâm Long An tại các giải cấp châu lục | Thành tích của Đồng Tâm Long An tại các giải cấp châu lục                           |
| Năm                                                       | Thành tích                                                | Số trận                                                   | Thắng                                                     | Hòa*                                                      | Thua                                                      | Bàn thắng                                                 | Bàn thua                                                  | Đối thủ                                                                             |
| --------------------------------------------------------- | --------------------------------------------------------- | --------------------------------------------------------- | --------------------------------------------------------- | --------------------------------------------------------- | --------------------------------------------------------- | --------------------------------------------------------- | --------------------------------------------------------- | ----------------------------------------------------------------------------------- |
| AFC Champions League                                      |                                                           |                                                           |                                                           |                                                           |                                                           |                                                           |                                                           |                                                                                     |
| 2006                                                      | Vòng 1                                                    | 2                                                         | 0                                                         | 0                                                         | 2                                                         | 3                                                         | 7                                                         | Thượng Hải Thân Hoa 2-4, 1-3                                                        |
| 2007                                                      | Vòng 1                                                    | 6                                                         | 0                                                         | 0                                                         | 6                                                         | 4                                                         | 18                                                        | Sơn Đông Lỗ Năng Thái Sơn 2-3, 0-4 Seongnam Ilhwa 1-2, 1-4 Adelaide United 0-2, 0-3 |
| Tổng cộng                                                 | 2 lần tham dự                                             | 8                                                         | 0                                                         | 0                                                         | 8                                                         | 7                                                         | 25                                                        | -                                                                                   |

## Biểu trưng của câu lạc bộ

Trước 2012
Từ 2012 đến 2015
Từ 2016 đến ngày 14/9/2024
Từ 14/09/2024 đến 1/10/2024
Từ ngày 01/10/2024